# Politikåret 1875

## Händelser
- 11 maj – Louis De Geer efterträder Edvard Carleson som Sveriges justitiestatsminister.[1]
- 11 juni - Jacob Brønnum Scavenius Estrup efterträder Christen Andreas Fonnesbech som Danmarks konseljpresident.[2]
- 6 juli – Daniel Pollen efterträder Julius Vogel som Nya Zeelands premiärminister.[3]

## Val och folkomröstningar
- Okänt datum - Andrakammarval hålls i Sverige.

## Avlidna
- 31 juli – Andrew Johnson, amerikansk politiker, Tennessees guvernör 1853–1857 och 1862–1865, senator 1857–1862 och 1875, USA:s vicepresident 1865, USA:s president 1865–1869.

### Fotnoter
1. ↑  ”Sweden” (på engelska). World Statesmen. http://www.worldstatesmen.org/Sweden.html. Läst 29 juli 2015.
2. ↑  ”Denmark” (på engelska). World Statesmen. http://www.worldstatesmen.org/Denmark.html. Läst 29 juli 2015.
3. ↑  ”New Zealand” (på engelska). World Statesmen. http://www.worldstatesmen.org/New_Zealand.htm. Läst 1 augusti 2015.